# Контрогуерра
Контрогуерра, Контроґуерра (італ. Controguerra) — комуна в Італії, у регіоні Абруццо,  провінція Терамо.
Контрогуерра розташована на відстані близько 155 км на північний схід від Рима, 65 км на північний схід від Л'Аквіли, 22 км на північ від Терамо.
Населення — 2452 особи (2014).
Щорічний фестиваль відбувається 21 березня. Покровитель — San Benedetto.

## Демографія
Населення за роками:

Станом на 1 січня 2023 року в муніципалітеті офіційно проживали 233 іноземці з 27 країн, серед них 62 громадяни країн Євросоюзу та 9 громадян України.

## Сусідні муніципалітети
- Анкарано
- Колоннелла
- Коррополі
- Монсамполо-дель-Тронто
- Монтепрандоне
- Нерето
- Спінетолі
- Торано-Нуово